# Farsetia inconspicua
Farsetia inconspicua là một loài thực vật có hoa trong họ Cải. Loài này được A.G.Mill. mô tả khoa học đầu tiên năm 2004.